# Sven Hofman
Sven Hofman (även Hoffman), död 14 oktober 1766, var en svensk bonde och politiker. Han var ledare för det hofmanska upproret år 1766.
Hofman var rusthållare i Byttorp, Torpa socken, Vedens härad och högtbetrodd bondeadvokat. Han utsågs till häradets ombud vid 1765 års riksdag, men ha kort dessförinnan fråndömts rätten att föra annans talan och avvisades, trots att han två gånger omvaldes av bondeståndet. Förbittrad över detta samlade han 60-70 missnöjda bönder vid Borgstena gästgivargård, tågade 12 maj 1766 söderut, uppviglade allmogen och ryckte 14 maj med 500-600 man mot Borås men sveks av sitt uppbåd, greps i Viared 15 maj och avrättades 14 oktober i Stockholm. Av medbrottslingarna dömdes två till döden, 39 till spöslitning och fästningsstraff. Det härskande mösspartiet misstänkte "förnäma anstiftare" men trots stor rättsapparat och användande av tortyr kunde inga bevis framskaffas. Hofman var troligen snarast en religiös svärmare, som i sitt hämndbegär trodde sig kallad att störta ett orättfärdigt statsskick.
Hofman är hjälten i den av Olof Rubeck "den yngste" 1776 utgivna komiska hjältedikten Boråsiaden.